# Домашня (річка)
До́машня (біл. Домашня) — річка в Чериковському районі Могильовської області Білорусі, права притока річки Сенна (притока Сожу, басейн Дніпра).
Довжина річки 12 км. Площа водозбору 29 км². Середній нахил водної поверхні 2,4 м/км. Витік річки розташований за 4 км у напрямку на північний схід від села Головчиці, на північний схід від колишнього села Михайлівка. Впадає до Сенної приблизно за 2 км на північний захід від села Драгунські Хутори. Водозбір у межах Оршансько-Могильовської рівнини.
Біля річки розташовані села Головчиці, Драгунські Хутори. Біля села Головчиці на річці гребля і ставок.